# 吉田康一
吉田 康一（よしだ こういち、1980年9月3日-）は、日本の劇作家・演出家。演劇団体Antikame? 主宰。千葉県市原市出身。日本劇作家協会事業委員、リーディング部・せりふワークショップ担当委員。日本演出者協会会員・日本の戯曲研修部。

## 経歴
千葉県立千葉西高等学校卒業、日本大学芸術学部 放送学科卒業、日本大学大学院芸術学研究科映像芸術専攻修士課程終了。2007年に演劇団体Antikame旗揚げを経て、現在Antikame? 主宰。年に1回のペースでオリジナル戯曲の上演を行っている。日芸在学中に年に1本ペースで自主制作映画を作り、同大学院にて映像表現の研究を行う。その研究過程で舞台空間の魅力に惹かれ、戯曲や演劇の領域において自らが追求し表現したいものが表現化され得る可能性を見出し、演劇活動に踏み出し始める。2008年に『けむたい人々』でAntikameを旗揚げするが、同年には活動休止。2010年、短編戯曲『顔が見当たらない』が、季刊戯曲雑誌「せりふの時代」に入選し掲載（選評・佃典彦）。2010年、短編戯曲『いっこうに捗らない』が「せりふの時代」に入選（選評・佃典彦）。2011年に日本劇作家協会の戯曲セミナーに参加。同セミナーの同期メンバーによる「６L工場」に参加、演劇活動再開。2012年、現在の「Antikame?」 としての活動開始。2012年、戯曲ブラッシュアップワークショップ「月いちリーディング」に長編戯曲『わたしを落とした』が選出。2014年、長編戯曲『たぶん顔がわり』が「月いちリーディング」に選出。2016年『かみにフレる』が若手演出家コンクール2016にて一次選考次点選出。2017年『つややかに焦げてゆく』が第23回日本劇作家協会新人戯曲賞にて二次選考選出。2018年、『なんども手をふる』が門真国際映画祭舞台映像部門にて一次審査通過、第24回日本劇作家協会新人戯曲賞 二次審査選出。若手演出家コンクール2020一次審査次点選出、若手演出家コンクール2021二次審査選出。門真国際映画祭2021 舞台映像部門にて「最優秀作品賞」受賞(singing dog『ブラックアウト』)。日本劇作家協会リーディングフェスタ2021にて「清水邦夫作品リーディング『青春の砂のなんと早く』」演出・配信・編集。
外部演出はじめ、日本劇作家協会における事業委員・リーディング部・せりふワークショップ担当委員としての活動、オフィス３〇〇の活動にも参加している。日本劇作家大会2019大分大会にて東京事務局・事務局長、日本劇作家大会2019上田大会にて東京事務局・副事務局長を担う。2020年より日本演出者協会戯曲部のメンバー。

## 作風
他人や現代とうまく馴染めない人々の心の機微を、シンプルなせりふとストイックなまでに動作を制限する演出で描き、観客の感受性と想像力を刺激する豊かな表現を追求する。現代社会に生きながら、心の奥底に押し込めては堆積させてしまったもやもやした息苦しさや寂しさを、ことばとして救い出そうとするような、人が抱える孤独に寄り添う物語を志向している。

## 略歴

### 〜2015年
- Antikame 旗揚げ（2007年）
- Antikame『けむたい人々』（2008年6月25日〜29日）於：ザムザ阿佐谷
- ６L工場「助六中学校」[8]（2012年5月19日〜20日）於：新宿シアターミラクル
- 『わたしを落とした』（2012年10月27日）於：座高円寺 けいこ場２ 日本劇作家協会「月いちリーディング」選出
- NICK PRODUCE #20 × Antikame? 「短編劇  Invisible」[9]（2012年11月9日〜11日）於：東中野RAFT
- ６L工場「助六恋愛相談所」[10]（2013年8月9日〜11日）於：新宿シアターミラクル
- 原田ゆう×吉田康一「新作二本立て」（2013年12月13日〜15日）於：東中野RAFT
- 『たぶん顔がわり』[11]（2014年3月1日）於：座高円寺けいこ場２ 日本劇作家協会「月いちリーディング」選出
- 現代劇作家シリーズ4「寺山修司 青森県のせむし男 フェスティバル」[12]（2014年5月11日〜12日）於：d−倉庫
- 日本劇作家大会2014 豊岡大会[13]（2014年6月12日〜15日）戯曲見本市担当スタッフ
- 短編演劇祭「ゲキ★BAR~ニホンカクテル」（2014年9月18日〜24日）於：新宿タイニイアリス

### 2015年
- 日本劇作家協会リーディング部に加入（2015年6月）
- Antikame? 本公演『かみにフレる』（2015年11月20日〜24日）於：APOCシアター

### 2016年
- 現代劇作家シリーズ6「サミュエル・ベケット 芝居 フェスティバル」[14]（2016年4月27日〜28日）於：d−倉庫
- 『かみにフレる』若手演出家コンクール2016 一次審査次点入選（2016年9月）
- 日本劇作家協会「月いちリーディング」コーディネーター担当（2016年9月17日）選出作：モスクワカヌ『だるまかれし』於：座高円寺けいこ場２
- Antikame? 本公演『つややかに焦げてゆく』（2016年11月10日〜14日）於：SPACE雑遊

### 2017年
- 日本劇作家協会「月いちリーディング」コーディネーター担当（2017年2月11日）選出作：小野寺邦彦『かけみちるカデンツァ』於：神奈川県立青少年センター

- 日本劇作家協会「月いちリーディング」PV（宣伝動画）プロデューサー・制作（2016年12月〜2017年3月）[15]
- 宣伝美術 オフィスプロジェクトM[16] 「小さな短編演劇祭in 下北沢」チラシ作成（2017年7月7日〜9日）於：下北沢スターダスト
- 宣伝動画 オフィス３〇〇 「渡辺えり」YouTubeチャンネル コンサート映像各種[17]
- 脚本提供 g−クラウド ミニドラマ企画M01 『記憶の岸辺』 (2017年7月30日）於：三鷹 COFFEE&TEA 記憶の岸辺
- 外部演出公演 芝居屋風雷紡『しょうちゃんの1日』[18]（2017年8月16日〜20日）於：d−倉庫
- 『つややかに焦げてゆく』（2017年9月）第23回日本劇作家協会新人戯曲賞 二次審査選出
- 日本劇作家協会「月いちリーディング」ファシリテーター担当（2017年9月23日）選出作：飯田ゆかり『明日はシラフで』於：座高円寺けいこ場２
- 日本劇作家協会 「俳優のための戯曲レッスン」[19]（2017年10月30日）於：新宿芸能花伝舎スペースB1a
- Antikame? 観劇三昧下北沢店イベント[20]（2017年11月13日）
- Antikame? 本公演『なんども手をふる』（2017年11月29日〜12月3日）於：渋谷ギャラリーLE DECO
- 日本劇作家協会「リーディングフェスタ2017 戯曲に乾杯！」（2017年12月16日～12月17日）[21]第2部「食べるを読む」ファシリテーター補佐

### 2018年
- 日本劇作家協会 せりふワークショップ  担当委員に加入
- 日本劇作家協会「月いちリーディング」コーディネーター担当（2018年2月3日）選出作：中村 馨『ナンチャッテおちゃめ宇宙』於：座高円寺けいこ場２
- 対談原稿文責、宣伝動画制作 オフォス３〇〇公演 『深夜特急』[22]（2018年2月18日〜27日）
- 日本劇作家協会 事業委員 就任（2018年3月1日）
- 日本劇作家協会 「せりふを読んでみよう　講師：中津留章仁」（2018年3月15日～20日）運営担当　於：芸能花伝舎
- 外部演出公演　演劇設計局コミュニケ「ゲキサク×４」[23]（2018年4月20日〜21日）於：綜合藝術茶房　喫茶茶会記
- Amazonプライムビデオにて『つややかに焦げてゆく』レンタル配信開始（2018年4月27日）
- Antikame? オープンワークショップ「序」[24]（2018年4月30日）於：高円寺公共施設
- 宣伝動画制作、対談原稿文責、オフォス３〇〇公演 『肉の海』[25]（2018年6月7日～17日）於：本多劇場
- 日本劇作家協会「月いちリーディング」コーディネーター担当（2018年6月10日）選出作：釘本 光『ときのものさし』於：座・高円寺けいこ場2
- 門真国際映画祭 舞台映像部門 『なんども手をふる』一次審査通過[26]（2018年6月25日）
- Amazonプライムビデオにて『なんども手をふる』レンタル配信開始（2018年7月）
- 日本劇作家協会「公開講座2018年 夏」[27]渡辺えり会長就任記念トークセッション（2018年8月5日）進行補佐担当　於：座・高円寺2
- 若手演出家コンクール2018[28]（2018年9月）二次審査選出
- 『なんども手をふる』（2018年9月）第24回日本劇作家協会新人戯曲賞 二次審査選出
- Antikame? 本公演『じくりじくりと蝕まれていく』（2018年10月24日～27日）於：シアター風姿花伝

### 2019年
- 日本劇作家大会2019大分大会「リーディングフェスタin大分」ファシリテーター担当（2019年1月25日）選出作：穴迫信一『長い女』於：J:COM ホルトホール大分
- 宣伝動画　日本劇作家大会2019大分大会　[29] [30] [31] [32]
- 宣伝美術　日本劇作家大会2019大分大会
- 日本劇作家協会 「せりふを読んでみよう　講師：土田英生」（2019年3月11日、18～20日）運営担当　於：芸能花伝舎
- 宣伝動画  日本劇作家協会「戯曲セミナー」2019年度受講生募集 [33]
- 日本劇作家協会「月いちリーディング」コーディネーター担当（2019年6月1日）選出作：鈴木麻名実『さくらと、私と、黒い雫』於：座・高円寺けいこ場2
- 門真国際映画祭 舞台映像部門 『つややかに焦げてゆく』一次審査通過（2019年6月8日）
- 日本劇作家大会2019上田大会　運営委員
- 宣伝動画　日本劇作家大会2019上田大会[34]
- 宣伝美術　日本劇作家大会2019上田大会[35]
- Antikame? 本公演 『微かなひかりに満ちている』[36]（2019年11月28日～12月2日）於：劇場MOMO
- 日本劇作家協会 「リーディングフェスタ2019 戯曲に乾杯！」（2019年12月14日～15日）第2部「この戯曲の〇〇がすごい！」[37]　登壇・企画担当 於：座・高円寺
- 外部演出公演 サンモールスタジオプロデュース『Crime-1st-』[38]（2019年12月21日～12月27日）於：サンモールスタジオ

### 2020年
- 日本劇作家協会「月いちリーディング」ファシリテーター担当（2020年1月25日）選出作：吉水恭子『消失点』　於：座高円寺けいこ場２
- 日本劇作家協会「せりふを読んでみよう　講師：中津留章仁」[39](2020年1月30日～2月2日）コーディネーター 担当、登壇　於：芸能花伝舎ほか
- 日本劇作家協会「月いちリーディング」コーディネーター担当（2020年2月29日）選出作：大西弘記『最後に歩く道』　於：座高円寺けいこ場２（実施見合わせ）
- 宣伝動画  日本劇作家協会「戯曲セミナー」2020年度受講生募集[40]
- Amazonプライムビデオにて『つややかに焦げてゆく』無料配信開始（2020年2月）
- 日本劇作家協会 事業委員 就任（2020年3月1日）
- 門真国際映画祭 舞台映像部門『じくりじくりと蝕まれていく』／一次審査通過（2020年5月）
- 参加　演劇緊急支援プロジェクト　参加団体・参加カンパニー
- 宣伝動画　演劇緊急支援プロジェクト　著名活動の呼びかけ[41]
- 動画　演劇緊急支援プロジェクト　2daysアクション！リレートーク　リモート出演者動画[42]
- 参加　緊急事態舞台芸術ネットワーク　参加劇団・参加カンパニー[43]
- 原案・編集　『Hello,it’s me』@髭亀鶴『オンラインでソロ表現をする実験の会』（公開期間終了）[44]
- 外部演出公演 singing dog 第一回公演『ブラックアウト』[45]（2020年7月16日〜20日）於：劇場 雑遊
- 動画編集　日本劇作家協会 公開講座2020年夏（2020年8月25日〜）[46]　於：座・高円寺２
- 外部演出公演 サンモールスタジオ プロデュース公演『Crime-2nd-』[47] （2020年8月26日〜31日）於：サンモールスタジオ
- アートにエールを！個人型制作動画[48] （2020年8月24日）
- 日本演出者協会　日本の戯曲研修セミナー in 東京 2020  三島由紀夫を読む！『鹿鳴館』実行委員 [49]（2020年8月27日～9月20日）
- 若手演出家コンクール2020[50] (2020年9月)　一次審査次点選出
- 日本演出者協会　日本の戯曲研修セミナー in  東京2020 井上ひさしを読む！『日本人のへそ』[51](2020年10月22日〜25日)
- Antikame? トライアル公演『Persona』[52] (2020年11月18日〜22日) 於：劇場雑遊
- 日本劇作家協会 「せりふを読んでみよう　講師：古川健」[53] (2020年12月1日〜4日)配信担当
- 日本劇作家協会 「リーディングフェスタ2020 戯曲に乾杯！」[54] (2020年12月12日〜13日)　動画編集「別役実さん、どちらへ ── 別役実 未上演戯曲リーディング」、登壇・企画担当「この戯曲の〇〇がすごい！Vol.2「小劇場のこのエンタメがすごい！」、動画編集「新人戯曲賞最終候補作 プレビューリーディング」(配信終了)
- Vimeoにて『Persona』レンタル・販売開始[55] (2020年12月)
- Vimeoにて『微かなひかりに満ちている』レンタル・販売開始[56] （2020年12月）

### 2021年
- 日本劇作家協会「月いちリーディング」ファシリテーター担当（2021年1月30日）選出作：はぎわら水雨子『冷やし中華いななぎ』
- 日本劇作家協会「せりふを読んでみよう　講師：谷 賢一[57](2021年2月17日～2月19日）映像編集
- 外部演出公演 singing dog 第二回公演『crash ~M銀行人質事件~』[58]（2021年4月8日～12日）於：下北沢小劇場B1
- 日本劇作家協会「月いちリーディングオンライン」ファシリテーター担当（2021年6月19日) 選出作：加藤真史 『構造なり力なり』
- 門真国際映画祭 舞台映像部門 Antikame?『Persona』　一次審査通過（2021年6月）
- 日本演出者協会「日本の戯曲研修セミナーin東京2021田中千禾夫『国語』を読む！」[59](8月2日〜8日)企画担当
- 若手演出家コンクール2021[60](2021年９月)　2次審査選出
- 日本劇作家協会「公開講座2021夏」[61]「戯曲セミナー蔵出し ──  井上ひさし名講義に学ぶ」[62]映像編集、「劇作家·清水邦夫を語る ── 清水作品のこれまでとこれから」[63]映像編集
- 日本劇作家協会「戯曲セミナーオンライン」宣伝動画[64] 「こんな講義です！」映像コンテンツのご紹介[65]、 講義収録後の講師インタビューより抜粋映像「劇作とは」[66]
- 門真国際映画祭2021 舞台映像部門　singing dog『ブラックアウト』最優秀作品賞ノミネート[67]、優秀主演男優賞受賞(同作·谷仲恵輔)[68]、優秀助演男優賞受賞(同作·今井勝法)[69](2021年9月)
- 外部演出公演 singing dog 第三回公演『ユートピア』[70](2021年10月1日〜5日) 於：下北沢「劇」小劇場
- 門真国際映画祭2021 舞台映像部門　singing dog『ブラックアウト』最優秀作品賞受賞[71][72](2021年10月10日)
- M²『そして、死んでくれ』[73](2021年10月13日〜17日)映像配信、記録撮影　於：ラゾーナ川崎プラザソル
- gusuto de piro「風をあつめて第18章〜朗読とピアノで綴る物語〜」[74](2021年10月16日) 撮影・収録　於：MUSICASA（ムジカーサ）
- 青春事情『ちーちゃな世界[75]』(2021年10月27日~31日)映像配信、記録撮影　於：下北沢駅前劇場
- J-Theater プロデュース公演『宮沢賢治の世界～ 星の彼方 大地の果てに ～」[76](2021年10月30日〜31日、出演：高橋恵子、ほか）記録撮影·配信　於：エコー劇場
- NICK-PRODUCE[77] #24 Reading Project / wordlabo.3 Trois femms(11/4 二子玉川オーキッドミュージックサロン )、wordlabo.4 mob(11/27 自由学園明日館ホール) 撮影・編集
- gusuto de piro「空に放つ Vol.1 ～朗読と音楽で綴る物語～」[78](2021年12月16日) 撮影・配信・編集　於：MUSICASA（ムジカーサ)
- 日本劇作家協会「リーディングフェスタ2021 戯曲に乾杯！」清水邦夫作品リーディング『青春の砂のなんと早く』[79](2021年12月11日)演出・企画担当・配信・撮影・編集　於：座高円寺2
- 日本劇作家協会「第27回劇作家協会新人戯曲賞 公開審査会＋授賞式」(2021年12月12日)配信・撮影　於：座高円寺2

## 作品
- 『けむたい人々』 2008年
- 『顔が見当たらない』 2010年
- 『いっこうに捗らない』 2010年
- 『アン・えジュけーしょん』 2012年
- 『わたしを落とした』 2012年
- 『となりの不可不』 2012年
- 『きょろきょろする』 2013年
- 『ちゃんとある』 2013年
- 『たぶん顔がわり』 2013年
- 『青森県のせむし男—But,of course, it also says about you.』（潤色） 2014年
- 『ふ抜けの灯影』 2014年
- 『かみにフレる』 2015年
- 『芝居』（潤色） 2016年
- 『つややかに焦げてゆく』 2016年
- 『記憶の岸辺』 2017年
- 『なんども手をふる』 2017年
- 『じくりじくりと蝕まれていく』2018年
- 『微かなひかりに満ちている』2019年
- 『Persona』2020年

## 受賞・入選歴
- 季刊戯曲雑誌「せりふの時代 vol.54 冬号」短編戯曲『顔が見当たらない』（2010年1月）／掲載（選評・佃典彦）
- 若手演出家コンクール2016 『かみにフレる』（2016年9月）／一次審査次点入選
- 第23回日本劇作家協会新人戯曲賞 『つややかに焦げてゆく』（2017年9月）／二次審査選出
- 門真国際映画祭 舞台映像部門 『なんども手をふる』（2018年6月25日）／二次審査選出
- 若手演出家コンクール2018（2018年9月）／二次審査選出
- 第24回日本劇作家協会新人戯曲賞 『なんども手をふる』（2018年9月）／二次審査選出
- 門真国際映画祭 舞台映像部門 『つややかに焦げてゆく』（2019年6月8日）／二次審査選出
- 門真国際映画祭 舞台映像部門 『じくりじくりと蝕まれていく』（2020年5月13日）／二次審査選出
- 若手演出家コンクール2020 （2020年9月）／一次審査次点入選
- 門真国際映画祭 舞台映像部門 『Persona』（2021年6月）／二次審査選出
- 若手演出家コンクール2021(2021年9月)／二次審査選出
- 門真国際映画祭2021 舞台映像部門／最優秀作品賞 (singing dog『ブラックアウト』)